# Distrito de Dindori
Dindori es un distrito de la India en el estado de Madhya Pradesh. Código ISO: IN.MP.DI.
Comprende una superficie de 7 427 km².
El centro administrativo es la ciudad de Dindori.

## Demografía
Según censo 2011 contaba con una población total de 704 218 habitantes, de los cuales 352 874 eran mujeres y 351 344 varones.